# Весна Іван Іванович
Іван Іванович Весна́ (нар. 11 червня 1909, Підберізці — пом. 29 грудня 1985, Львів) — український радянський скульптор; член Спілки художників України з 1944 року.

## Біографія
Народився 11 червня 1909 року в селі Підберізцях (тепер Львівський район Львівської області, Україна). У 1926—1931 роках навчався у Львівському художньо-промисловому училищі (майстерня Андрія Коверка). У 1948—1954 роках викладав у ньому.
З 1954 року на творчій роботі. Жив у Львові, в будинку на вулиці Івана Франка, 8, квартира 2. Помер у Львові 29 грудня 1985 року.

## Творчість
Працював в галузі декоративного мистецтва (різьба по дереву) та монументальної скульптури. Серед робіт:
дерев'яні барельєфи
- «Наглядач у полі» (1945);
- «Жниця» (1949);
- «Олександр Пушкін» (1949);
- «Михайло Коцюбинський і Максим Горький на Капрі» (1953);
- «Зустріч» (1960);
- «Наймичка» (1961, Національний музей Тараса Шевченка);
- «Кайдани порвіте…» (1964, Національний музей Тараса Шевченка);
- «Під чистим небом» (1965);

металеві барельєфи
- Володимира Леніна (1968);
- Олени Кульчицької (1968);
- Василя Стефаника (1971);
- композиція «Наука і праця» (1969);

кам'яні погруддя
- Тараса Шевченка (1971, штучний камінь);
- Андрія Коверка (1972);

декоративні тарелі, скриньки.
Брав участь у всеукраїнських виставках з 1949 року.
Вироби скульптора зберігаються у Літературно-меморіальному музеї Івана Франка (Нагуєвичі), Національному музеї Тараса Шевченка.